# Jos Chabert
Jozef Philippe Antoon (Jos) Chabert (ur. 16 marca 1933 w Etterbeek, zm. 9 kwietnia 2014 w Brukseli) – belgijski niderlandzkojęzyczny polityk i prawnik, parlamentarzysta i samorządowiec, długoletni minister w różnych resortach, w latach 2000–2002 przewodniczący Komitetu Regionów.

## Życiorys
Kształcił się m.in. w szkole jezuickiej Sint-Jan Berchmanscollege w Brukseli. Ukończył studia prawnicze na Katolickim Uniwersytet w Lowanium. Praktykował jako adwokat przy sądzie apelacyjnym w tym mieście.
Zaangażował się w działalność polityczną w ramach niderlandzkiej partii chadeckiej – Chrześcijańskiej Partii Ludowej (CVP), przekształconej w 2001 w ugrupowanie Chrześcijańscy Demokraci i Flamandowie (CD&V). W latach 1965–1967 był członkiem zarządu miasta (schepenem) w Meise. Od 1968 do 1974 sprawował mandat posła do Izby Reprezentantów, gdzie od 1972 do 1973 kierował frakcją deputowanych CVP. Następnie do 1991 zasiadał w federalnym Senacie, reprezentując okręg wyborczy Bruksela-Halle-Vilvoorde. W latach 70. zasiadał w Cultuurraad, następnie w latach 80. w Radzie Flamandzkiej, organach poprzedzających późniejszy Parlament Flamandzki. Od 1989 do 2009 był członkiem parlamentu Regionu Stołecznego Brukseli.
W 1973 wszedł w skład federalnego rządu jako minister ds. kultury niderlandzkiej i spraw flamandzkich. W 1974 objął urząd ministra odpowiedzialnego za łączność, pocztę, telefonię, telegrafy, turystykę i sprawy portów, który sprawował do 1980. Następnie do 1981 był ministrem robót publicznych i reform instytucjonalnych. W 1982 został przedstawicielem Belgii w Zgromadzeniu Ogólnym Organizacji Narodów Zjednoczonych, a od 1984 do 1985 pełnił obowiązki rządowego komisarza sekretarza do sprawy wystawy światowej w 1985 w Japonii. W 1989 wszedł w skład rządu Regionu Stołecznego Brukseli jako wicepremier oraz minister finansów, budżetu, służb publicznych i stosunków zewnętrznych. Urząd ten sprawował do 1995. Pozostał członkiem kolejnych regionalnych rządów. Do 1999 odpowiadał za gospodarkę, finanse, budżet, energię i stosunki zewnętrznie, a później do 2004 za roboty publiczne, transport, ochronę przeciwpożarową i ratownictwo medyczne.
W latach 1994–2009 i 2009–2012 był członkiem Komitetu Regionów, w latach 1994–1998 był przewodniczącym grupy Europejskiej Partii Ludowej, a od 2000 do 2002 pełnił funkcję przewodniczącego komitetu. Reprezentował ją ponadto jako obserwator w Konwencie Europejskim.
W 2009, po odejściu z aktywnej polityki, wyróżniony honorowym tytułem ministra stanu. Odznaczony m.in. Krzyżem Wielkim Orderu Korony, Orderem Leopolda II i III klasy, Kawalerią Krzyża Wielkiego Orderu Zasługi Republiki Włoskiej, Krzyżem Wielkim Orderu Zasługi Wielkiego Księstwa Luksemburga, Wielkim Krzyżem Zasługi z Gwiazdą i Wstęgą Orderu Zasługi Republiki Federalnej Niemiec.